# Samgakji (metropolitana di Seul)
Samgakji (삼각지역 - 三角地驛, Samgakji-yeok ) è una stazione della metropolitana di Seul di interscambio fra la linea 4 e la linea 6 della metropolitana di Seul. La stazione si trova nel quartiere di Yongsan-gu, a Seul.

## Linee
Seoul Metro
● Linea 4 (Codice: 428)
 SMRT
● Linea 6 (Codice: 628)

## Struttura
Entrambe le linee sono sotterranee. La linea azzurra è dotata di due marciapiedi laterali con due binari passanti al centro, mentre la linea marrone possiede un marciapiede a isola centrale. Entrambe le linee sono protette con porte di banchina.
Linea 4
| Direzione Danggogae | ● Linea 4 | per Seul, Chungmuro, Changdong, Nowon e Danggogae |
| Direzione centro    | ● Linea 4 | per Sadang, Geumjeong, Jungang e Oido             |

Linea 6
| Direzione Eungam     | ● Linea 6 | per Gongdeok, Hapjeong, World Cup Stadium, Digital Media City e Eungam |
| Direzione Bonghwasan | ● Linea 6 | per Sindang, Seokgye, Taereung e Bonghwasan                            |

## Stazioni adiacenti
| «             | Servizio | »           |
| Linea 4       | Linea 4  | Linea 4     |
| ------------- | -------- | ----------- |
| Sukdae-ipgu   | -        | Sinyongsan  |
| Linea 6       |          |             |
| Hyochang Park | -        | Noksapyeong |